# Iván Lázarev (militar)
Iván Gavrílovich Lázarev (en ruso: Иван Гаврилович Лазарев; Bolshoye Sredneye, Imperio ruso, 7 de enero de 1898 – Moscú, Unión Soviética, 27 de septiembre de 1979) fue un comandante militar soviético. Formado como oficial de artillería, se unió al Ejército Rojo en 1918. Participó en la Guerra civil rusa como oficial de artillería y durante la Segunda Guerra Mundial comandó varios cuerpos de ejército durante las campañas en el norte de Rusia y en Ucrania.

## Biografía

### Infancia y juventud
Lázarev nació en el seno de una familia campesina, el 7 de enero de 1898 en Bolshoye Sredneye, una pequeña localidad rural situada en el uyezd de Yukhnovsky de la gobernación de Kaluga —entonces parte del Imperio ruso, actualmente ubicada en el óblast de Kaluga en Rusia— En 1914, comenzó a trabajar como tornero en la planta de tuberías Promet en Petrogrado y en octubre de 1917 se unió a las filas del Partido Socialrevolucionario de Izquierda.
Se unió al Ejército Rojo en enero de 1918, donde se inscribió como cadete en el segundo curso de artillería de Petrogrado para comandantes rojos. Poco después de completar el curso, en noviembre de 1918, fue nombrado instructor superior en la división de reserva de artillería ligera de Petrogrado. A finales de abril de 1919 partió hacia el Frente Oriental con un equipo de artillería y fue nombrado comandante de la 1.ª batería posicional ligera, que formaba parte de las zonas fortificadas primero de Samara y luego de Penza.
A mediados de diciembre de 1919, Lazarev fue enviado al cuartel general del Frente de Turquestán y en enero de 1920, tomó el mando de una batería de montaña montada de la 3.ª División de Caballería. En junio de 1920, asumió el mando de una batería de montaña a caballo del Distrito Militar Trans-Volga, participó en la represión de la rebelión de Aleksander Sapozhkov. Por su distinción en los combates recibió un reloj de plata del Comité Ejecutivo Central Panruso. A finales de septiembre de 1920, después de liquidar la rebelión, fue enviado como comandante de batería al 6.º Ejército del Frente Sur.

### Periodo de entreguerras
Entre noviembre de 1920 y febrero de 1921, mientras se desempeñaba como comandante de batería de la división combinada de la brigada de artillería Trans-Volga, participó en operaciones de combate contra el Ejército Negro del anarquista ucraniano Néstor Majnó. A partir de mayo de 1921, estuvo a disposición del jefe de artillería del Distrito Militar de Járkov. En agosto de 1922, después de graduarse en la Escuela Superior de Artillería de Comandantes de División y Baterías de Detskoselsky (cerca de Leningrado), sirvió en la escuela como comandante asistente y comandante de batería.
En octubre de 1924, ocupó el puesto de comandante de batería como parte de un regimiento de artillería durante los cursos de entrenamiento avanzado de artillería para el personal de comando estacionado en Luga y, desde noviembre del mismo año, sirvió como parte del 11.° Regimiento de Artillería (11.ª División de Fusileros del 1.er Cuerpo de Fusileros) en los cargos de jefe y comisario de la escuela de instructores subalternos.
Después de graduarse de la Academia Militar Frunze en junio de 1929, se desempeñó como jefe de Estado Mayor y comandante interino de un regimiento de artillería en los cursos de artillería en Luga, en abril de 1930, fue designado para el puesto de profesor en la Academia Técnica Militar del Ejército Rojo, luego trabajó como profesor en la Academia Militar de Mecanización y Motorización del Ejército Rojo y, en diciembre de 1933, ocupó el puesto de jefe del curso de la academia.
En junio de 1935, fue designado para el puesto de jefe de Estado Mayor de la 16.ª Brigada Mecanizada del Distrito Militar de Bielorrusia, y luego para el puesto de comandante de la misma brigada, al mando de la cual participó en la invasión soviética de Polonia. En 1939, ocupó el puesto de comandante de la 22.ª  Brigada de Tanques Ligeros, en diciembre de 1940, Luego ocupó el puesto de comandante adjunto del 1.er Cuerpo Mecanizado y, el 11 de marzo de 1941, el cargo de comandante del 10.º Cuerpo Mecanizado, ambos en el Distrito militar de Leningrado.

### Segunda Guerra Mundial
Al comienzo de la invasión alemana de la Unión Soviética, el 10.º Cuerpo Mecanizado, bajo el mando de Lazarev, como parte del 23.º Ejército (Frente Norte) se ocupó de la defensa de la frontera soviético-finlandesa al norte y noreste de Víborg, y luego fue reasignado al Grupo Operativo Luga, donde participó en operaciones de combate en los accesos a Leningrado en la zona de Luga.  El 20 de julio, el cuerpo se transformó en el mando del sector de combate derecho del Grupo Operativo Luga, y Lázarev comandó los grupos operativos Narvá y Slutsk-Kólpino. En septiembre de 1941, asumió el puesto de comandante del 55.º Ejército del Frente de Leningrado, encargado de la defensa de los accesos del sur a Leningrado. En estas batallas resultó gravemente herido y estuvo en el hospital hasta diciembre. Después de recuperarse, fue nombrado inspector general adjunto de la Dirección Principal Blindada.

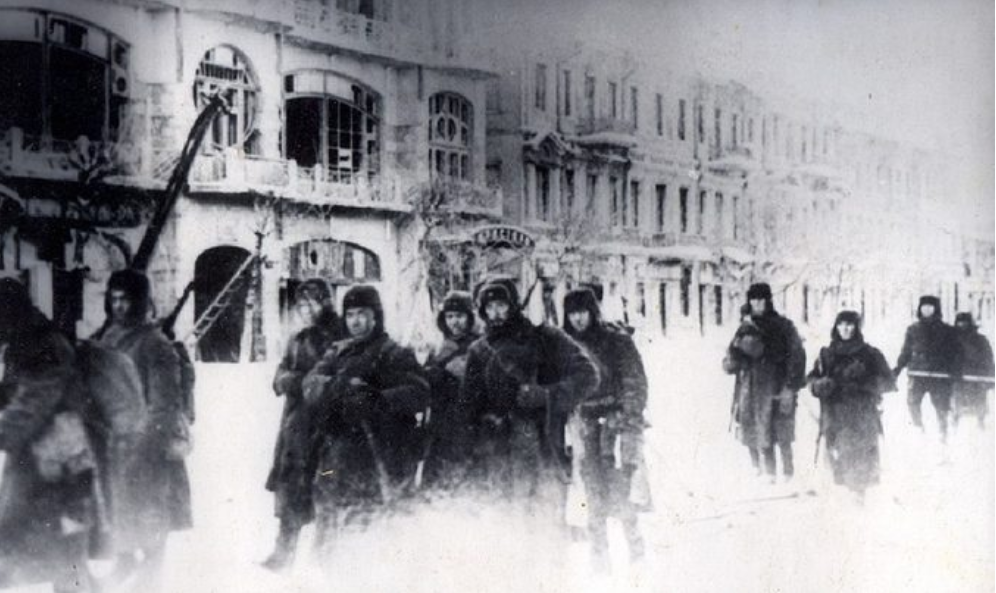
Soldados soviéticos entrando en Vorónezh el 25 de enero de 1943

Desde mayo de 1942, se desempeñó como subcomandante en jefe de las fuerzas blindadas en la dirección del Cáucaso Norte; el 10 de junio del mismo año fue nombrado comandante del 2.º Cuerpo de Tanques, al mando del cual participó en la operación Vorónezh-Voroshilovgrad. El 22 de julio, fue asignado como comandante del 11.º Cuerpo de Tanques, que participó en la ofensiva Vorónezh-Kastórnoe y en la tercera batalla de Járkov, y de febrero a abril de 1943, en la operación Sevsky. El 26 de mayo de 1943, ocupó el puesto de comandante del 20.° Cuerpo de Tanques, al mando de dicho cuerpo se mantuvo durante el resto de la guerra. En el verano de 1943, participó en la Batalla de Kursk, la operación Kutúzov y luego en el cruce del Dniéper y durante la ofensiva del Dniéper-Cárpatos (principalmente en las batallas de Korsun-Cherkasy y Uman-Botoşani).
En febrero de 1944, por su distinción en las operaciones de combate durante la liberación de las ciudades de Shpola y Zvenigorodka, el cuerpo recibió el nombre honorífico de «Zvenigorodsky». En abril del mismo año, el 20.º Cuerpo de Tanques fue trasladado a la reserva operativa del Cuartel General del Alto Mando Supremo, donde permaneció hasta el final de la guerra.

### Posguerra
Después de la guerra, continuó al mando del 20.º Cuerpo de Tanques, que poco después se transformó en la 20.ª División de Tanques. A finales de mayo de 1946, fue nombrado subcomandante del 8.º Ejército Mecanizado, estacionado en el Distrito Militar de los Cárpatos, puesto en el que permaneció hasta agosto de 1947 cuando, por motivos de salud, se retiró del servicio activo y fue nombrado jefe del departamento de vehículos blindados y Fuerzas mecanizadas de la Academia Político-Militar Lenin. El 27 de febrero de 1958 fue trasladado a la reserva.
El 3 de marzo de 1973, por iniciativa suya, se creó el Consejo de Veteranos del 20.º Cuerpo de Tanques en Zvenígorod, el propio Lázarev se convirtió en el primer presidente del consejo. Murió el 27 de septiembre de 1979 en Moscú y fue enterrado en el cementerio de Kúntsevo.

## Familia
Su esposa era la cantante Aleksandra Vasilievna Prokoshina (1918-2005), juntos tuvieron tres hijos: Natalia Ivánovna Lázareva, Piotr Ivánovich Lázarev y Vladímir Ivánovich Lázarev quien también combatió en la Segunda Guerra Mundial como conductor de tanque, murió en combate quemado en un tanque. La madre de su esposa y su hermano, junto con otras mujeres y niños de su aldea, fueron quemados vivos en un granero por los alemanes en el verano de 1941 en el pueblo de Mitinka (óblast de Kaluga).

## Promociones
- Kombrig (22 de febrero de 1938)
- Mayor general de blindados (4 de junio de 1940)
- Teniente general de blindados (7 de junio de 1943)[3]

## Condecoraciones
A lo largo de su carrera militar, Iván Lazarev recibió las siguientes condecoraciones
|  | Orden de Lenin (21 de febrero de 1945) |
|  | Orden de la Bandera Roja, cuatro veces (16 de septiembre de 1922, 24 de septiembre de 1943, 3 de noviembre de 1944 y 24 de junio de 1948) |
|  | Orden de Suvórov de 2.do grado (27 de abril de 1944)                                                                                      |
|  | Medalla del 20.º Aniversario del Ejército Rojo de Obreros y Campesinos (1938)                                                             |
|  | Medalla por la Defensa de Leningrado (1942)                                                                                               |
|  | Medalla por la Defensa de Moscú (1944) |
|  | Medalla por la Victoria sobre Alemania en la Gran Guerra Patria 1941-1945 (1945)                                                          |
|  | Medalla del 30.º Aniversario de las Fuerzas Armadas de la URSS (1948)                                                                     |